# Florian Kringe
Florian Kringe est un footballeur allemand né le 18 août 1982 à Siegen.

## Biographie
Formé au Borussia Dortmund, il est prêté durant 2 saisons au FC Cologne pour acquérir du temps de jeu. 
Revenu en 2004, il devient alors un joueur incontournable à l'équipe de par sa polyvalence et sa combativité. Il prolonge son contrat jusqu'en 2012 durant le mois de décembre 2007. 
Pourtant, en août 2009, il n'entre plus dans les plans de l'entraineur Jürgen Klopp et il est de nouveau prêté au Hertha Berlin. Il ne dispute qu'une demi saison en raison d'une fracture au pied.
En juillet 2012, il signe pour une saison à Sankt Pauli en seconde division allemande.

## Palmarès
Borussia Dortmund
- Champion d'Allemagne en 2012
- Finaliste de la Coupe d'Allemagne en 2008
- Vainqueur de la Supercoupe d'Allemagne en 2008